# Iris anguifuga
Iris anguifuga ist eine Pflanzenart aus der Gattung der Schwertlilien (Iris).

## Merkmale
Die Rhizome sind dick und an der Spitze geschwollen. Die Blätter sind linealisch, 20 bis 30 Zentimeter × 5 bis 7 Millimeter groß und überwinternd. Sie besitzen 3 bis 6 parallele Blattadern und die Blattbasis ist von einer Scheide und Fasern umgeben. Die Stängel sind 30 bis 50 Zentimeter lang und besitzen 3 bis 5 schmal lanzettliche, 8 bis 12 Zentimeter × ungefähr 5 Millimeter große Blätter auf. Die Spathas sind einzeln, schmal lanzettlich, 10 bis 13,5 Zentimeter × ungefähr 8 Millimeter groß und einblütig. Die Blüten sind violett und haben einen Durchmesser von ungefähr 10 Zentimeter. Der Blütenstiel ist ungefähr 2,5 Zentimeter lang. Die Perigonröhre ist ungefähr 3 Zentimeter groß. Die Hängeblätter sind mit braunen Linien oder Punkten gezeichnet und sind geigenförmig oder verkehrtlanzettlich und 5 bis 5,5 Zentimeter × ungefähr 8 Millimeter groß. Die Blattspitze ist ausgerandet, der Nagel schmal. Die Domblätter sind mit bläulich braunen Linien gezeichnet, verkehrtlanzettlich und 4,5 bis 5 Zentimeter × ungefähr 3 Millimeter groß. Die Staubblätter sind ungefähr 2,5 Zentimeter groß, die Staubbeutel hell gelb. Die Griffeläste sind 4,5 bis 5 Zentimeter × ungefähr 6 Millimeter groß. Die Kapseln sind spindelförmig, 5,5 bis 7 × 1,5 bis 2 Zentimeter groß, dreikantig und gelblich braun behaart. Die Spitze ist lang geschnabelt. Die Samen sind kugelförmig und haben einen Durchmesser von 4 bis 5 Millimeter.
Die Chromosomenzahl beträgt 2n = 22.
Die Art blüht im März und April und fruchtet von Mai bis Juli.

## Vorkommen
Iris anguifuga kommt in China (Anhui, Guangxi und Hubei) vor. Sie wächst an Hängen auf Grasland.

## Systematik
Die Art Iris anguifuga wurde 1980 von Zhao Yuetang und Xue Xiangji erstbeschrieben.

## Belege
- Yu-tang Zhao, Henry J. Noltie, Brian F. Mathew: Iris anguifuga. In: Flora of China. Volume 24. 2000, S. 300 (online)